# Christopher Munthali
Christopher Munthali (2 febbraio 1991) è un calciatore zambiano, difensore degli Nkana Red Devils e della Nazionale zambiana.

## Carriera

### Club
Ha sempre giocato nel campionato zambiano.

### Nazionale
Ha esordito in Nazionale nel 2013.